# ユーロT20スラム
ユーロT20スラム（英: Euro T20 Slam）は、2019年からアイルランド、オランダ及びスコットランドで開幕のトゥエンティ20方式のクリケットリーグである。

## 概要
2019年に発足。参加チームは6であり、8月末に開幕し、9月末に閉幕する予定。各チームがホーム・アンド・アウェー方式で10試合ずつ行い、上位4チームが決勝トーナメントへ進出する。ベルファストは北アイルランドだが、アイルランドがホームスタジアムとなる。

## 参加チーム
| チーム                                       |
| -------------------------------------------- |
| アムステルダム・ナイツ（Amsterdam Knights）  |
| ベルファスト・タイタンズ（Belfast Titans）   |
| ダブリン・チーフス（Dublin Chiefs）          |
| エディンバラ・ロックス（Edinburgh Rocks）    |
| グラスゴー・ジャイアンツ（Glasgow Giants）   |
| ロッテルダム・ライノース（Rotterdam Rhinos） |